# 期纳古建筑群
期纳古建筑群位于中华人民共和国云南省丽江市永胜县期纳镇境内的一组明清时代的建筑，属于全国重点文物保护单位。

## 历史
明代曾在今期纳镇的清水村设置官道驿站，称清水驿。随着驿站的设立，以驿路为轴，在周边逐渐形成了村落，并以屯田的军官和一些富户各自在集镇修建了相当规模的住宅院落、宗祠、寺庙、书院等设施，成为一个功能相对完善的集镇。因期纳地处干热河谷区，气候干燥，年降雨量偏少，故而木结构建筑保存较好。

## 建筑群
期纳古建筑群由期纳镇清水村的瑞光寺、黄家宗祠、阮家大院、阮家宗祠、阮家佛堂、袁家宗祠、东岳庙、街西村宝月寺、文凤村果园何家大院9处文物建筑及附属物组成，总建筑面积大约4600平方米。其中东岳庙、瑞光寺为集体所有，其余建筑均为私人所有。

## 保护
期纳古建筑群集中保存了较多的有明确纪年的明代木结构建筑遗存，是云南边屯文化的一个重要缩影，是研究内地汉文化在边疆少数民族地区传播与融合的重要实物资料。2003年瑞光寺、东岳庙等以“清水古建筑群”的名称公布为第六批云南省级文物保护单位，2012年其余古建筑以“期纳古建筑群”的名字公布为第七批云南省级文物保护单位，2019年公布为第八批全国重点文物保护单位。
古建筑群曾计划建设成特色小镇，后因主体未落实、未开工建设而被淘汰退出创建名单。